# Cercocebus sanjei
Cercocebus sanjei är en primat i familjen markattartade apor som förekommer i Tanzania. Den betraktas av vissa zoologer (till exempel Grubb et al.) som underart till Cercocebus galeritus.

## Utseende
Apan är 50 – 65 centimeter lång, svansen inte inräknad och väger 7 – 9 kilogram. Pälsen är gråaktig. Ansiktet är nästan naket och huden har en rosa till ljusgrå färg. Ofta är ögonlocken ännu ljusare och beige. På kinderna förekommer en blå skugga i pälsen. Djuret har en tofs vid svansens slut men den är otydlig.

## Population, utbredning och förökning
Denna primat förekommer med två från varandra skilda populationer i Udzungwabergen. Arten vistas där på mellan 400 och 1300 meter över havet. Den upptäcktes av zoologerna först 1979.
En studie av artens reproduction genomfördes 2008 – 2010. Där bedömdes dräktighetstiden till 171,8 ± 3,4 dygn.

## Habitat
Habitatet utgörs av bergsskogar och djuret vandrar även över öppen terräng.och tillbringar ungefär halva dygnet med att söka föda på marken. Individerna bildar flockar som har 15 till 40 medlemmar. Flockens hannar upprättar en tydlig hierarki men honornas hierarki är inte lika utvecklad. Denna primat accepterar andra markattartade apor i närheten. En flock letade tillsammans med tofspärlhönor på marken efter föda.

## Föda
Cercocebus sanjei äter frukter, nötter och frön, där frukten står för 70 procent av födeintaget. Arten är även folivor (lövätare). Cercocebus sanjei gräver i marken efter ätliga rötter. Den sväljer även röd jord, troligen för att få mineraler. Arten transporterar sin föda ofta i kindpåsarna till en skyddad plats i träd.

## Fortplantning
Honor parar sig allmänt vartannat år. De kan vara brunstiga under alla årstider men de flesta ungar föds mellan juli och september. Dräktigheten varar cirka 172 dagar. Ungen diar sin mor ungefär ett år. Under parningstiden och dräktigheten har honan en synlig svullnad på stjärten.

## Hot mot arten
Arten hotas av skogsavverkningar och den jagas även av regionens befolkning som föda. En viss skydd finns i nationalparken och andra reservat. IUCN listar Cercocebus sanjei som starkt hotad (EN).